# Helen Pluckrose
Helen Pluckrose es una ensayista y editora británica.

## Educación
Pluckrose completó una licenciatura en literatura inglesa en la Universidad del Este de Londres y una maestría en estudios modernos tempranos en la Universidad Queen Mary de Londres. Se centró particularmente en «las formas en que las mujeres medievales sortearon la narrativa cristiana».

## Obra
Pluckrose es actualmente el editor en jefe del webzine Areo Magazine. Ha usado esta plataforma para criticar lo que ella ve como la autocensura de las mujeres en los campus universitarios, que a menudo ve como resultado de un desacuerdo sobre el uso del feminismo interseccional en la literatura académica.
Junto con James A. Lindsay y Peter Boghossian, Pluckrose participó en el asunto de los estudios del agravio (2017-18), que implicó el envío de artículos académicos falsos a revistas de estudios culturales, de género, queer y de raza, para desvelar la impostura de gran parte de ese tipo de estudios. A pesar de las críticas que las revelaciones merecieron, como un «engaño» y un «ataque coordinado de la derecha», Pluckrose y sus colegas se describen a sí mismos como «liberales de izquierda». Sostienen que la intención de su denuncia era hacer visibles dos problemas clave en las ciencias sociales: los «bajos estándares de las revistas de pago para publicar» y las «tonterías sin sentido» que se pueden publicar en las revistas de humanidades, siempre y cuando se abracen ideas populares sobre género y sexualidad.
En 2020 Pluckrose publicó el ensayo Cynical Theories, en colaboración con Lindsay (editorial Pitchstone Publishing). Poco después de su lanzamiento, el libro se convirtió en un bestseller del Wall Street Journal, USA Today y Publishers Weekly y un bestseller número uno en Filosofía en Amazon. Steven Pinker, psicólogo e intelectual de la Universidad de Harvard, comentó sobre el libro que «expone las raíces intelectuales sorprendentemente superficiales de los movimientos que parecen estar fagocitando nuestra cultura».